# Ansbach Grizzlies
Gli Ansbach Grizzlies sono una squadra di football americano, di Ansbach, in Germania.

## Storia
La squadra è stata fondata nel 1979 e ha vinto 3 volte il German Bowl e una volta la Coppa AFBD.

## Dettaglio stagioni

### Tornei nazionali

#### Campionato

##### Bundesliga
| Stagione | regular season | regular season | regular season | regular season | regular season | regular season | playoff | playoff | playoff | playoff | playoff | playoff | playoff          | playoff            |
|          | Vin            | Par            | Per            | Tot            | PF             | PS             | Vin     | Par     | Per     | Tot     | PF      | PS      | risultato        | avversaria         |
| -------- | -------------- | -------------- | -------------- | -------------- | -------------- | -------------- | ------- | ------- | ------- | ------- | ------- | ------- | ---------------- | ------------------ |
| 1979     | 8              | 0              | 2              | 10             | 236            | 103            | 0       | 0       | 1       | 1       | 8       | 14      | German Bowl      | Frankfurter Löwen  |
| 1980     | 4              | 0              | 1              | 5              | 91             | 45             | 0       | 0       | 1       | 1       | 12      | 21      | German Bowl      | Frankfurter Löwen  |
| 1981     | 10             | 1              | 1              | 12             | 388            | 84             | 2       | 0       | 0       | 2       | 55      | 6       | Campioni         | Frankfurter Löwen  |
| 1982     | 12             | 0              | 0              | 12             | 363            | 61             | 3       | 0       | 0       | 3       | 105     | 19      | Campioni         | Cologne Crocodiles |
| 1983     | 9              | 0              | 1              | 10             | 241            | 100            | 2       | 0       | 1       | 3       | 75      | 50      | German Bowl      | Düsseldorf Panther |
| 1984     | 13             | 0              | 1              | 14             | 483            | 102            | 2       | 0       | 1       | 3       | 75      | 61      | German Bowl      | Düsseldorf Panther |
| 1985     | 12             | 1              | 0              | 13             | 301            | 90             | 3       | 0       | 0       | 3       | 89      | 14      | Campioni         | Düsseldorf Panther |
| 1986     | 9              | 0              | 1              | 10             | 258            | 77             | 2       | 0       | 1       | 3       | 56      | 41      | German Bowl      | Düsseldorf Panther |
| 1987     | 6              | 0              | 2              | 8              | 171            | 52             | 2       | 0       | 1       | 3       | 62      | 40      | Semifinale       | Badener Greifs     |
| 1988     | 7              | 0              | 3              | 10             | 168            | 126            | 1       | 0       | 1       | 2       | 43      | 58      | Semifinale       | Düsseldorf Panther |
| 1989     | 7              | 1              | 4              | 12             | 190            | 156            | 1       | 0       | 1       | 2       | 36      | 69      | Quarti di finale | Berlin Adler       |
| 1990     | 4              | 0              | 8              | 12             | 238            | 269            | 0       | 1       | 1       | 2       | 41      | 47      | Retrocessi       | Hanau Hawks        |
| Totale   | 101            | 3              | 24             | 128            | 3126           | 1265           | 18      | 1       | 9       | 28      | 657     | 440     |                  |                    |

Fonti: Enciclopedia del Football - A cura di Roberto Mezzetti

##### 2. Bundesliga
| Stagione | regular season | regular season | regular season | regular season | regular season | regular season | playoff | playoff | playoff | playoff | playoff | playoff   | playoff    |
|          | Vin            | Par            | Per            | Tot            | PF             | PS             | Vin     | Per     | Tot     | PF      | PS      | risultato | avversaria |
| -------- | -------------- | -------------- | -------------- | -------------- | -------------- | -------------- | ------- | ------- | ------- | ------- | ------- | --------- | ---------- |
| 1991     | 1              | 0              | 11             | 12             | 91             | 355            | -       | -       | -       | -       | -       | -         | -          |
| Totale   | 1              | 0              | 11             | 12             | 91             | 355            | -       | -       | -       | -       | -       |           |            |

Fonti: Enciclopedia del Football - A cura di Roberto Mezzetti

##### Bayernliga (terzo livello)/Regionalliga
| Stagione | regular season | regular season | regular season | regular season | regular season | regular season | playoff | playoff | playoff | playoff | playoff | playoff | playoff   | playoff    |
|          | Vin            | Par            | Per            | Tot            | PF             | PS             | Vin     | Par     | Per     | Tot     | PF      | PS      | risultato | avversaria |
| -------- | -------------- | -------------- | -------------- | -------------- | -------------- | -------------- | ------- | ------- | ------- | ------- | ------- | ------- | --------- | ---------- |
| 1992     | 4              | 2              | 4              | 8              | 202            | 127            | -       | -       | -       | -       | -       | -       | -         | -          |
| 1993     | 4              | 1              | 2              | 7              | 149            | 66             | -       | -       | -       | -       | -       | -       | -         | -          |
| 1994     | 2              | 0              | 6              | 8              | 53             | 123            | -       | -       | -       | -       | -       | -       | -         | -          |
| 1996     | 4              | 0              | 6              | 10             | 250            | 249            | -       | -       | -       | -       | -       | -       | -         | -          |
| 1997     | 5              | 0              | 5              | 10             | 204            | 243            | -       | -       | -       | -       | -       | -       | -         | -          |
| 1998     | 2              | 0              | 8              | 10             | 79             | 245            | -       | -       | -       | -       | -       | -       | -         | -          |
| Totale   | 21             | 3              | 31             | 53             | 937            | 1053           | -       | -       | -       | -       | -       | -       |           |            |

Fonti: Enciclopedia del Football - A cura di Roberto Mezzetti

##### Bayernliga (quarto livello)
| Stagione | regular season | regular season | regular season | regular season | regular season | regular season | playoff | playoff | playoff | playoff | playoff | playoff       | playoff              |
|          | Vin            | Par            | Per            | Tot            | PF             | PS             | Vin     | Per     | Tot     | PF      | PS      | risultato     | avversaria           |
| -------- | -------------- | -------------- | -------------- | -------------- | -------------- | -------------- | ------- | ------- | ------- | ------- | ------- | ------------- | -------------------- |
| 1995     | 6              | 1              | 1              | 8              | 198            | 76             | 2       | 1       | 3       | 64      | 43      | Secondo posto | -                    |
| 2002     | 7              | 0              | 1              | 8              | 209            | 54             | 0       | 2       | 2       | 6       | 70      | Secondo posto | Burghausen Crusaders |
| 2003     | 4              | 0              | 6              | 10             | 364            | 275            | -       | -       | -       | -       | -       | -             | -                    |
| 2004     | 1              | 1              | 4              | 6              | 115            | 160            | 0       | 2       | 2       | 32      | 72      | Quarto posto  | Starnberg Argonauts  |
| 2005     | 5              | 0              | 1              | 6              | 205            | 93             | 2       | 0       | 2       | 57      | 13      | Terzo posto   | München Rangers      |
| 2006     | 3              | 0              | 5              | 8              | 202            | 193            | -       | -       | -       | -       | -       | -             | -                    |
| 2016     | 1              | 0              | 9              | 10             | 152            | 319            | -       | -       | -       | -       | -       | -             | -                    |
| 2017     | 0              | 0              | 10             | 10             | 21             | 511            | -       | -       | -       | -       | -       | -             | -                    |
| Totale   | 27             | 2              | 37             | 66             | 1466           | 1681           | 4       | 5       | 9       | 159     | 198     |               |                      |

Fonti: Enciclopedia del Football - A cura di Roberto Mezzetti

##### Landesliga Bayern (quinto livello)
| Stagione | regular season | regular season | regular season | regular season | regular season | regular season | playoff | playoff | playoff | playoff | playoff | playoff    | playoff          |
|          | Vin            | Par            | Per            | Tot            | PF             | PS             | Vin     | Per     | Tot     | PF      | PS      | risultato  | avversaria       |
| -------- | -------------- | -------------- | -------------- | -------------- | -------------- | -------------- | ------- | ------- | ------- | ------- | ------- | ---------- | ---------------- |
| 2001     | 6              | 0              | 0              | 6              | 231            | 34             | 1       | 0       | 1       | 12      | 6       | Playoff    | München Rangers  |
| 2015     | 8              | 0              | 2              | 10             | 310            | 96             | 0       | 1       | 1       | 12      | 34      | Semifinale | Allgäu Comets II |
| 2018     | 4              | 0              | 4              | 8              | 192            | 175            | -       | -       | -       | -       | -       | -          | -                |
| 2019     | 2              | 0              | 8              | 10             | 114            | 265            | -       | -       | -       | -       | -       | -          | -                |
| Totale   | 20             | 0              | 14             | 34             | 847            | 570            | 1       | 1       | 2       | 24      | 40      |            |                  |

Fonti: Enciclopedia del Football - A cura di Roberto Mezzetti

##### Aufbauliga Bayern (sesto livello)/Landesliga Bayern (sesto livello)
| Stagione | regular season | regular season | regular season | regular season | regular season | regular season | playoff | playoff | playoff | playoff | playoff | playoff   | playoff    |
|          | Vin            | Par            | Per            | Tot            | PF             | PS             | Vin     | Per     | Tot     | PF      | PS      | risultato | avversaria |
| -------- | -------------- | -------------- | -------------- | -------------- | -------------- | -------------- | ------- | ------- | ------- | ------- | ------- | --------- | ---------- |
| 2008     | 3              | 0              | 3              | 6              | 84             | 96             | -       | -       | -       | -       | -       | -         | -          |
| 2009     | 0              | 0              | 6              | 6              | 0              | 120            | -       | -       | -       | -       | -       | -         | -          |
| 2014     | 4              | 0              | 0              | 4              | 178            | 0              | -       | -       | -       | -       | -       | -         | -          |
| Totale   | 7              | 0              | 9              | 16             | 262            | 216            | -       | -       | -       | -       | -       |           |            |

Fonti: Enciclopedia del Football - A cura di Roberto Mezzetti

##### Aufbauliga Bayern (settimo livello)
| Stagione | regular season | regular season | regular season | regular season | regular season | regular season | playoff | playoff | playoff | playoff | playoff | playoff   | playoff    |
|          | Vin            | Par            | Per            | Tot            | PF             | PS             | Vin     | Per     | Tot     | PF      | PS      | risultato | avversaria |
| -------- | -------------- | -------------- | -------------- | -------------- | -------------- | -------------- | ------- | ------- | ------- | ------- | ------- | --------- | ---------- |
| 2000     | 1              | 0              | 1              | 2              | 50             | 40             | -       | -       | -       | -       | -       | -         | -          |
| Totale   | 1              | 0              | 1              | 2              | 50             | 40             | -       | -       | -       | -       | -       |           |            |

Fonti: Enciclopedia del Football - A cura di Roberto Mezzetti

### Tornei internazionali

#### European Football League (1986-2013)
| Stagione | regular season | regular season | regular season | regular season | regular season | regular season | playoff | playoff | playoff | playoff | playoff | playoff          | playoff          |
|          | Vin            | Par            | Per            | Tot            | PF             | PS             | Vin     | Per     | Tot     | PF      | PS      | risultato        | avversaria       |
| -------- | -------------- | -------------- | -------------- | -------------- | -------------- | -------------- | ------- | ------- | ------- | ------- | ------- | ---------------- | ---------------- |
| 1986     | -              | -              | -              | -              | -              | -              | 0       | 1       | 1       | 18      | 29      | Quarti di finale | Birmingham Bulls |
| Totale   | -              | -              | -              | -              | -              | -              | 0       | 1       | 1       | 18      | 29      |                  |                  |

Fonti: Enciclopedia del Football - A cura di Roberto Mezzetti

## Palmarès
- 3 German Bowl (1981, 1982, 1985)
- 1 Coppa AFBD (1980)